# Qarsaqbay
Qarsaqbay är en ort i Kazakstan.   Den ligger i oblystet Qaraghandy, i den centrala delen av landet, 500 km sydväst om huvudstaden Astana. Qarsaqbay ligger 490 meter över havet och antalet invånare är 1 668.
Terrängen runt Qarsaqbay är huvudsakligen platt. Qarsaqbay ligger nere i en dal.  Trakten runt Qarsaqbay är nära nog obefolkad, med mindre än två invånare per kvadratkilometer. Trakten runt Qarsaqbay består i huvudsak av gräsmarker.